# Rory Gallagher (album)
Rory Gallagher je první sólové studiové album irského kytaristy a zpěváka Roryho Gallaghera. Jeho nahrávání probíhalo v dubnu 1971 ve studiu Advision Studios v Londýně, producentem byl sám Gallagher a album vyšlo v květnu téhož roku u vydavatelství Polydor Records. Předtím než se vydal na sólovou dráhu, nahrál dvě alba se skupinou Taste.

## Seznam skladeb
Autorem všech skladeb je Rory Gallagher. Výjimkou jsou bonusové skladby; „Gypsy Woman“ napsal Muddy Waters a „It Takes Time“ Otis Rush.
| Pořadí | Název                            | Délka |
| ------ | -------------------------------- | ----- |
| 1.     | Laundromat                       | 4:38  |
| 2.     | Just the Smile                   | 3:41  |
| 3.     | I Fall Apart                     | 5:12  |
| 4.     | Wave Myself Goodbye              | 3:30  |
| 5.     | Hands Up                         | 5:25  |
| 6.     | Sinner Boy                       | 5:04  |
| 7.     | For the Last Time                | 6:35  |
| 8.     | It's You                         | 2:38  |
| 9.     | I'm Not Surprised                | 3:37  |
| 10.    | Can't Believe It's True          | 7:16  |
| 11.    | Gypsy Woman (bonus na reedici)   | 4:02  |
| 12.    | It Takes Time (bonus na reedici) | 3:34  |

## Obsazení
- Rory Gallagher – zpěv, kytara, altsaxofon, mandolína, harmonika
- Gerry McAvoy – baskytara, zpěv
- Wilgar Campbell – bicí, perkuse
- Vincent Crane – klavír